# Тонга на Олімпійських іграх
Спортсмени Тонґа беруть участь у олімпіадах, починаючи з олімпіади 1984 року у Лос-Анжелесі.
Всього на Олімпійських іграх країну представляли 49 спортсменів (40 чоловіків і 9 жінок), що брали участь у змаганнях з боксу, дзюдо, легкої атлетики, стрільби з лука, важкої атлетики та тхеквондо. Найчисельніша делегація представляла Тонгу на дебютних для країни Олімпійських іграх 1984 року (7 осіб).
У зимових Олімпіадах Тонґа дебютувало на зимових Олімпійських іграх 2014 року у Сочі, де був представлений один спортсмен у саночних гонках.
Країна мала намір дебютувати на зимових Олімпійських іграх у 2010 році.
Єдину для держави олімпійську (срібну) медаль завоював у 1996 році в Атланті боксер Паеа Вольфграмм у вазі понад 91 кг.
Спортивна асоціація та Національний олімпійський комітет Тонга була утворена в 1963 році, визнана МОК в 1984 році.

## Медалі

### Срібло
- 1996: Бокс, понад 91 кг — Паеа Вольфграмм

## Медальний залік за роками
| Ігри                | Золото | Срібло | Бронза | Загалом |
| 1984 Лос-Анджелес   | 0      | 0      | 0      | 0       |
| 1988 Сеул           | 0      | 0      | 0      | 0       |
| 1992 Барселона      | 0      | 0      | 0      | 0       |
| 1996 Атланта        | 0      | 1      | 0      | 1       |
| 2000 Сідней         | 0      | 0      | 0      | 0       |
| 2004 Афіни          | 0      | 0      | 0      | 0       |
| 2008 Пекін          | 0      | 0      | 0      | 0       |
| 2012 Лондон         | 0      | 0      | 0      | 0       |
| 2016 Ріо-де-Жанейро | 0      | 0      | 0      | 0       |
| Разом               | 0      | 1      | 0      | 1       |

## Кількість учасників на літніх Олімпійських іграх
| Вид спорту         | 1984 | 1988  | 1992 | 1996  | 2000  | 2004  | 2008  | 2012  | 2016  | 2020  | Всього  |
| ------------------ | ---- | ----- | ---- | ----- | ----- | ----- | ----- | ----- | ----- | ----- | ------- |
| Бокс               | 7    | 3     |      | 2     |       | 1     |       |       |       |       | 13      |
| Важка атлетика     |      |       | 1    | 1     | 1     |       | 1     |       |       | 1 (1) | 5 (1)   |
| Дзюдо              |      |       |      |       |       | 1     |       |       |       |       | 1       |
| Легка атлетика     |      | 2 (1) | 4    | 2 (1) | 2 (1) | 2 (1) | 2 (1) | 2 (1) | 2 (1) | 1     | 19 (7)  |
| Плавання           |      |       |      |       |       |       |       | 1     | 2 (1) | 2 (1) | 5 (2)   |
| Стрільба з лука    |      |       |      |       |       | 1     |       |       | 2 (1) |       | 3 (1)   |
| Тхеквондо          |      |       |      |       |       |       |       |       | 1     | 2 (1) | 3 (1)   |
| Всього спортсменів | 7    | 5 (1) | 5    | 5 (1) | 3 (1) | 5 (1) | 3 (1) | 3 (1) | 7 (3) | 6 (3) | 49 (12) |

- В дужках наведено кількість жінок у складі збірної

## Кількість учасників на зимових Олімпійських іграх
| Вид спорту         | 2014 | 2018 | Всього |
| ------------------ | ---- | ---- | ------ |
| Санний спорт       | 1    | 1    | 2      |
| Всього спортсменів | 1    | 1    | 2      |

- В дужках наведено кількість жінок у складі збірної